# Efeler Ligi
La Efeler Ligi è la massima serie del campionato turco di pallavolo maschile: al torneo partecipano dodici squadre di club turche e la squadra vincitrice si fregia del titolo di campione di Turchia.

## Albo d'oro
| Dal 1970 al 2016 la competizione è denominata Voleybol 1. Ligi |                |                   |                    |
| 1970-71 Dettagli                                               | Galatasaray    | Göztepe           | İETT               |
| 1971-72 Dettagli                                               | İETT           | TED Ankara        | Galatasaray        |
| 1972-73 Dettagli                                               | İETT           | TED Ankara        | Eczacıbaşı         |
| 1973-74 Dettagli                                               | İETT           | Eczacıbaşı        | Muhafızgücü        |
| 1974-75 Dettagli                                               | Muhafızgücü    | SSK               | Büyükdere          |
| 1975-76 Dettagli                                               | Eczacıbaşı     | Büyükdere         | Muhafızgücü        |
| 1976-77 Dettagli                                               | Büyükdere      | Eczacıbaşı        | Vinylex            |
| 1977-78 Dettagli                                               | Eczacıbaşı     | Muhafızgücü       | Vinylex            |
| 1978-79 Dettagli                                               | Eczacıbaşı     | Vinylex           | Büyükdere          |
| 1979-80 Dettagli                                               | Eczacıbaşı     | Büyükdere         | Vinylex            |
| 1980-81 Dettagli                                               | Eczacıbaşı     | Sakarya Karadeniz | Taç                |
| 1981-82 Dettagli                                               | Eczacıbaşı     | Güney Sanayi      | Sakarya Karadeniz  |
| 1982-83 Dettagli                                               | Eczacıbaşı     | Sakarya Karadeniz | Güney Sanayi       |
| 1983-84 Dettagli                                               | Eczacıbaşı     | Güney Sanayi      | Galatasaray        |
| 1984-85 Dettagli                                               | Eczacıbaşı     | Sönmez Filament   | Mako               |
| 1985-86 Dettagli                                               | Eczacıbaşı     | Sönmez Filament   | Galatasaray        |
| 1986-87 Dettagli                                               | Galatasaray    | Eczacıbaşı        | Sönmez Filament    |
| 1987-88 Dettagli                                               | Galatasaray    | Sönmez Filament   | Emlakbank          |
| 1988-89 Dettagli                                               | Galatasaray    | Sönmez Filament   | Eczacıbaşı         |
| 1989-90 Dettagli                                               | Eczacıbaşı     | Arçelik           | Ziraat Bankası     |
| 1990-91 Dettagli                                               | Eczacıbaşı     | Galatasaray       | Sönmez Filament    |
| 1991-92 Dettagli                                               | Halkbank       | Emlakbank         | Eczacıbaşı         |
| 1992-93 Dettagli                                               | Halkbank       | Galatasaray       | Eczacıbaşı         |
| 1993-94 Dettagli                                               | Halkbank       | Eczacıbaşı        | Galatasaray        |
| 1994-95 Dettagli                                               | Halkbank       | Arçelik           | Eczacıbaşı         |
| 1995-96 Dettagli                                               | Halkbank       | Ziraat Bankası    | Netaş              |
| 1996-97 Dettagli                                               | Netaş          | Halkbank          | Emlakbank          |
| 1997-98 Dettagli                                               | Netaş          | Emlakbank         | -                  |
| 1998-99 Dettagli                                               | Netaş          | Arçelik           | -                  |
| 1999-00 Dettagli                                               | Arçelik        | Erdemir           | -                  |
| 2000-01 Dettagli                                               | Arçelik        | Erdemir           | -                  |
| 2001-02 Dettagli                                               | Erdemir        | SSK               | -                  |
| 2002-03 Dettagli                                               | Arçelik        | Erdemir           | SSK                |
| 2003-04 Dettagli                                               | Erdemir        | Fenerbahçe        | Ziraat Bankası     |
| 2004-05 Dettagli                                               | Erdemir        | Halkbank          | Arkas Saint Joseph |
| 2005-06 Dettagli                                               | Arkas          | Fenerbahçe        | Halkbank           |
| 2006-07 Dettagli                                               | Arkas          | İstanbul BB       | Fenerbahçe         |
| 2007-08 Dettagli                                               | Fenerbahçe     | Halkbank          | -                  |
| 2008-09 Dettagli                                               | İstanbul BB    | Fenerbahçe        | -                  |
| 2009-10 Dettagli                                               | Fenerbahçe     | Ziraat Bankası    | -                  |
| 2010-11 Dettagli                                               | Fenerbahçe     | Arkas             | -                  |
| 2011-12 Dettagli                                               | Fenerbahçe     | Arkas             | -                  |
| 2012-13 Dettagli                                               | Arkas          | Halkbank          | -                  |
| 2013-14 Dettagli                                               | Halkbank       | Fenerbahçe        | -                  |
| 2014-15 Dettagli                                               | Arkas          | Halkbank          | Ziraat Bankası     |
| 2015-16 Dettagli                                               | Halkbank       | İstanbul BB       | Arkas              |
| Dal 2016 la competizione è denominata Efeler Ligi              |                |                   |                    |
| 2016-17 Dettagli                                               | Halkbank       | Arkas             | Fenerbahçe         |
| 2017-18 Dettagli                                               | Halkbank       | Arkas             | İstanbul BB        |
| 2018-19 Dettagli                                               | Fenerbahçe     | Arkas             | Galatasaray        |
| 2019-20 Dettagli                                               | Non assegnato  | Non assegnato     | Non assegnato      |
| 2020-21 Dettagli                                               | Ziraat Bankası | Fenerbahçe        | Galatasaray        |
| 2021-22 Dettagli                                               | Ziraat Bankası | Halkbank          | Fenerbahçe         |
| 2022-23 Dettagli                                               | Ziraat Bankası | Halkbank          | Fenerbahçe         |
| 2023-24 Dettagli                                               | Halkbank       | Fenerbahçe        | Ziraat Bankası     |
| 2024-25 Dettagli                                               | Ziraat Bankası | Galatasaray       | Fenerbahçe         |

## Palmarès
| Squadra        | Titolo | Stagione                                                                                                   |
| -------------- | ------ | --- |
| Eczacıbaşı     | 12     | 1975-76, 1977-78, 1978-79, 1979-80, 1980-81, 1981-82, 1982-83, 1983-84, 1984-85, 1985-86, 1989-90, 1990-91 |
| Halkbank       | 10     | 1991-92, 1992-93, 1993-94, 1994-95, 1995-96, 2013-14, 2015-16, 2016-17, 2017-18, 2023-24                   |
| Fenerbahçe     | 5      | 2007-08, 2009-10, 2010-11, 2011-12, 2018-19                                                                |
| Galatasaray    | 4      | 1970-71, 1986-87, 1987-88, 1988-89, 2024-25                                                                |
| Arkas          | 4      | 2005-06, 2006-07, 2012-13, 2014-15                                                                         |
| Ziraat Bankası | 4      | 2020-21, 2021-22, 2022-23, 2024-25                                                                         |
| İETT           | 3      | 1971-72, 1972-73, 1973-74                                                                                  |
| Netaş          | 3      | 1996-97, 1997-98, 1998-99                                                                                  |
| Arçelik        | 3      | 1999-00, 2000-01, 2002-03                                                                                  |
| Erdemir        | 3      | 2001-02, 2003-04, 2004-05                                                                                  |
| Muhafızgücü    | 1      | 1974-75 |
| Büyükdere      | 1      | 1976-77 |
| İBB            | 1      | 2008-09 |